# Ailuropoda-Stegodon-Fauna
Die Ailuropoda-Stegodon-Fauna (chinesisch 大熊猫--剑齿象动物群, Pinyin Dàxióngmāo-jiànchǐxiàng dòngwùqún; engl. Ailuropoda-Stegodon Fauna), auch Stegodon-Ailuropoda-Fauna genannt, war eine nach dem Riesenpanda (Ailuropoda sp.) und dem Rüsseltier Stegodon (Stegodon sp.) benannte tropische Fauna des Pleistozäns im südlichen Teil Chinas und auf der Indochinesischen Halbinsel, die der heutigen indomalaiischen Fauna ähnelt und erst im Spätholozän ausstarb. Als Nordgrenze wird in der Regel der Gebirgszug Qin Ling angesehen, der die Ailuropoda-Stegodon-Fauna von der nördlichen und kühlerklimatisch geprägten Equus-Euctenoceros/Megaloceros-Fauna abtrennt. Aufgrund dessen werden beide Faunenprovinzen auch gelegentlich als Süd-Tsingling- und Nord-Tsingling-Fauna bezeichnet. Im Osten sind dabei die Regionen am Unterlauf des Jangtsekiang aus dem Faunenkomplex ausgegliedert, da hier die lokale Huang He-Fauna verbreitet ist, die Westgrenze bildet das Hochland von Tibet.
Neben den namengebenden Tieren gehörten diesem Faunenkomplex als Charakterelemente auch der Orang-Utan (Pongo sp.), der Riesenaffe Gigantopithecus, das Chinesische Nashorn (Rhinoceros sinensis) und die große Tapirart Megatapirus an, auch frühe Vertreter des Sumatra-Nashorns (Dicerorhinus sumatrensis) sind hier nachgewiesen.  Darüber hinaus teilt sich  die Ailuropoda-Stegodon-Fauna einige Arten mit dem nördlichen Faunenkomplex, wie z. B. die Elefantenart Elephas namadicus, den Tiger (Panthera tigris), die Tüpfelhyäne (Crocuta crocuta), den Asiatischen Büffel (Bubalus sp.) oder die Hirschart Pseudaxis. Unter günstigen Klimabedingungen kamen aber auch Tierarten vor, die typisch für die Nord-Tsingling-Fauna waren. Dazu zählt u. a. das Waldnashorn (Stephanorhinus kirchbergensis).
Die Ailuropoda-Stegodon-Fauna formierte sich im Altpleistozän und bestand bis zum Jungpleistozän fort. Gegen Ende des Pleistozäns, als ein Großteil der Charaktertiere ausgestorben war, erlosch der Faunenkomplex. Nach Meinung einiger Paläontologen kann er in mehrere Entwicklungsstadien aufgegliedert werden. So ist für den älteren Abschnitt das Auftreten von Gigantopithecus bedeutend, der im Alt- und Mittelpleistozän lebte. Grundlegende Arbeiten zu der Faunenassoziation stammen vom chinesischen Paläontologen Pei W. C. 1935.
Wichtige Fundstellen der Ailuropoda-Stegodon-Fauna sind Liucheng (Autonomes Gebiet Guangxi), Yuanmou (Autonomer Bezirk Chuxiong) und Maba (Stadtbezirk Qujiang der Provinz Guangdong). Hervorzuheben ist auch der Fundort Yanjinggou 盐井沟, nach dem die Yanjinggou-Fauna 盐井沟动物群 bzw. Wanxian-Fauna (万县动物群; engl. „Wanhsien fauna“; nach dem ehemaligen Kreis Wan (万县 Wàn Xiàn) in Sichuan, dem heutigen Stadtbezirk Wanzhou von Chongqing) benannt ist. Außerhalb Chinas stammen wichtige Fossilfunde aus Vietnam und Myanmar.